# Бентон-Ридж (Огайо)
Бентон-Ридж (англ. Benton Ridge) — селище (англ. village) в США, в окрузі Генкок штату Огайо. Населення — 272 особи (2020).

## Географія
Бентон-Ридж розташований за координатами 41°0′15″ пн. ш. 83°47′34″ зх. д. / 41.00417° пн. ш. 83.79278° зх. д. (41.004236, -83.792664).  За даними Бюро перепису населення США в 2010 році селище мало площу 0,89 км², уся площа — суходіл.

## Демографія
Згідно з переписом 2010 року, у селищі мешкало 299 осіб у 116 домогосподарствах у складі 77 родин. Густота населення становила 337 осіб/км².  Було 119 помешкань (134/км²).
Расовий склад населення:
| - 95,7 % — білих - 0,7 % — корінних американців - 1,7 % — осіб інших рас |

До двох чи більше рас належало 2,0 %. Частка іспаномовних становила 2,0 % від усіх жителів.
За віковим діапазоном населення розподілялося таким чином: 24,4 % — особи молодші 18 років, 61,9 % — особи у віці 18—64 років, 13,7 % — особи у віці 65 років та старші. Медіана віку мешканця становила 37,4 року. На 100 осіб жіночої статі у селищі припадало 103,4 чоловіків;  на 100 жінок у віці від 18 років та старших — 105,5 чоловіків також старших 18 років.
Середній дохід на одне домашнє господарство  становив 48 521 долар США (медіана — 42 639), а середній дохід на одну сім'ю — 53 988 доларів (медіана — 46 161). За межею бідності перебувало 3,6 % осіб, у тому числі 3,6 % дітей у віці до 18 років та 0,0 % осіб у віці 65 років та старших.
Цивільне працевлаштоване населення становило 169 осіб. Основні галузі зайнятості: виробництво — 24,9 %, освіта, охорона здоров'я та соціальна допомога — 24,3 %, роздрібна торгівля — 14,8 %, мистецтво, розваги та відпочинок — 11,8 %.